# A. Richard Diebold Jr.
Albert Richard Diebold Jr. (Nueva York, 20 de enero de 1934-Tucson, 1 de marzo de 2014) fue un antropólogo lingüístico estadounidense que se desempeñó como profesor de Antropología en la Universidad de Arizona. Se especializó en estudios indoeuropeos.

## Biografía
Nació en Nueva York el 20 de enero de 1934, hijo de Albert Richard Diebold y Dorothy Orizondo. Fue educado en Buckley School y Hotchkiss School. Se matriculó en la Universidad Yale en 1956 y recibió su doctorado en 1962. Posteriormente fue investigador y profesor en la Universidad de Harvard, la Universidad de California en Berkeley y la Universidad Stanford. Se unió a la Universidad de Arizona en 1974, donde se jubiló como Profesor Emérito de Antropología en 1992.
Fue un antropólogo lingüístico que se especializó en estudios indoeuropeos históricos y comparativos, lingüística teórica, psicolingüística y psiquiatría transcultural. Era conocido como un experto de talla mundial en las lenguas indoeuropeas. A su obra The Evolution of Indo-European Nomenclature for Salmonid Fish (1985) se le atribuye haber resuelto el problema del salmón y haber demostrado firmemente que la evidencia lingüística apoya la hipótesis de Kurgan, que argumenta a favor de una patria protoindoeuropea ubicada en la Estepa Póntica. Junto con Edgar C. Polomé, coeditó la serie de monografías del Journal of Indo-European Studies, que ha publicado más de 34 monografías. Polomé era amigo de J. P. Mallory, quien eventualmente asumiría muchas de sus funciones en el diario. Diebold estaba profundamente interesado en la investigación sobre los grupos étnicos mesoamericanos, particularmente el pueblo Ikoot, y contribuyó en gran medida a la supervivencia de ese pueblo. Fundó y dirigió la Fundación Salus Mundi, que financió investigaciones sobre estudios indoeuropeos. Era además un gran admirador del legendarium de la Tierra Media de J. R. R. Tolkien.
Falleció en Tucson, Arizona, el 1 de marzo de 2014. Le sobrevivieron una hija y un nieto. La cátedra Diebold de Filología Comparada de la Universidad de Oxford lleva su nombre.